# أندرو إم. وينر
أندرو إم. وينر (بالإنجليزية: Andrew M. Weiner) هو فيزيائي ومهندس أمريكي، ولد في 25 يوليو 1958 في بوسطن في الولايات المتحدة. هو مهندس كهربائي أمريكي ومعلم وباحث معروف بإسهاماته في مجالات البصريات فائقة السرعة ومعالجة الإشارات الضوئية.